# Kunsthalle de Bielefeld
La Kunsthalle de Bielefeld est un musée d'art de Bielefeld, dans le land de Rhénanie-du-Nord-Westphalie.

## Histoire
La Kunsthalle de Bielefeld ouvre le 27 septembre 1968, dans un bâtiment dessiné par l'architecte américain Philip Johnson (dont c'est le seul musée construit en Europe). La Kunsthalle bénéficie à partir de la fin des années 1950 d'un important mécénat de Rudolf-August Oetker, héritier et propriétaire du groupe Oetker, multinationale allemande du secteur alimentaire (Dr. Oetker). La Kunsthalle accueille une collection permanente d'art contemporain ainsi que des expositions temporaires.

## Infrastructures et fonctionnement
La Kunsthalle dispose d'une bibliothèque, d'un café, d'une salle de projection et de conférences et d'un département pédagogique.

## Collection
| - Josef Albers - Diane Arbus - Alexander Archipenko - Hans Arp : Fleur-miroir (1948). - Georg Baselitz : Der Versperrte (1965). - Max Beckmann - Vanessa Beecroft : VB51. - Louise Bourgeois : sans titre (1998). - Herbert Brandl (de) - William Burroughs - Marc Chagall - George Condo : Terrorism on Sept. 11, 2001 (2001). - Lovis Corinth - Willem de Kooning - Robert Delaunay - Sonia Delaunay-Terk - Max Ernst : Mon ami Pierrot (1974). - Lyonel Feininger : Barque at Sea (1936). - Conrad Felixmüller - Peter Fischli et David Weiss - Lucio Fontana - Adam Fuss (en) - Henri Gaudier-Brzeska - Christoph Girardet (en) - Julio González - Gotthard Graubner - Richard Hamilton | - Erich Heckel - Gerhard Hoehme (de) - Ludwig von Hofmann : Idolino (1892). - Alexej von Jawlensky - Ellsworth Kelly - Anselm Kiefer - Ernst Ludwig Kirchner - Paul Klee - Käthe Kollwitz - Kurt Kranz (de) - Henri Laurens : La Guitare (1920). - Wilhelm Lehmbruck - Jacques Lipchitz - Francesco Lo Savio (de) - Robert Longo - Konrad Lueg (de) - August Macke : Pierrot (1936). - Henri Manguin - Agnès Martin - Jonathan Meese - Otto Modersohn - László Moholy-Nagy : Composition K XVII (1923). - Henry Moore : Oval With Points (1968-1970), Two Piece Sculpture No.10: Interlocking (1968). - Otto Mueller - Matthias Müller - Edvard Munch : Village Street in Kragerø (1911). - Kenneth Noland : Green Dolphin. | - Emil Nolde : Tropenwald (1914). - Yoko Ono : Fly (1971). - A. R. Penck - Pablo Picasso : Tête du Fou (1905). - Man Ray : Rue Férou (1952). - Tobias Rehberger - Gerhard Richter : Nr.480 / 1 (1981). - Auguste Rodin - Dieter Roth - Oskar Schlemmer - Karl Schmidt-Rottluff - Gregor Schneider - Thomas Schütte : Gelber Hund (2003). - Sean Scully - Richard Serra - Frank Stella : Khurasan Gate I (1968). - Hiroshi Sugimoto : Polar Bear (1976), Earliest Human Relatives (1994), Seagram Building. Mies van der Rohe (1997), Villa Savoye. Le Corbusier (1998). - Nic Tenwiggenhorn - Wolfgang Tillmans - Rirkrit Tiravanija : Untitled (The Magnificent Seven, Spaghetti Western) (2001). - Günther Uecker - Not Vital - Andy Warhol : Yarn Painting (1983). - Clemens von Wedemeyer |